# Hällingsåfallet
Hällingsåfallet är ett vattenfall och ett naturreservat i Frostvikens socken i Strömsunds kommun i norra Jämtland.
Vattenfallet ligger i Hällingsån och är 42 meter högt. Ån forsar vidare genom en 800 meter lång kanjon. Den djupa klyftan är troligen en sprickzon i skifferberget som vidgats under den senaste istidens avsmältning för cirka 9 000 år sedan. Mellan de branta och över 50 meter höga klippväggarna står en ständig vattendimma. Den fuktiga miljön har gett upphov till en särpräglad moss- och lavflora. Tio hektar av området kring vattenfallet är ett Natura 2000-område.

## Natur
Området kring naturreservatet består av:
- Alpina vattendrag med örtrik strandvegetation 1 ha
- Silikat-rasbranter 0,5 ha
- Basiska rasbranter 0,5 ha
- Västlig taiga 8 ha

## Växtlighet
På grund av den höga luftfuktigheten så återfinns det många rödlistade arter inom området varav två av lavarna är akut hotade. Även svampar trivs bra i området och runt Hällingsåfallet kan man till exempel se gullmurkling och gränsticka, som båda är sällsynta och rödlistade svampar.
Exempel på rödlistade arter:

### Mossor
- Cephaloziella massalongi – Kopparmikromossa
- Cololejeunea calcarea – Spindelmossa
- Lophozia ascendens – Liten hornflikmossa

### Lavar
- Lobaria hallii – Hårig skrovellav
- Parmeliella parvula – Dvärgblylav
- Stereocaulon delisei – Bohuspåskrislav

### Svampar
- Phellinus nigrolimitatus – Gränsticka
- Neolecta vitellina – Gullmurkling

## Bilder

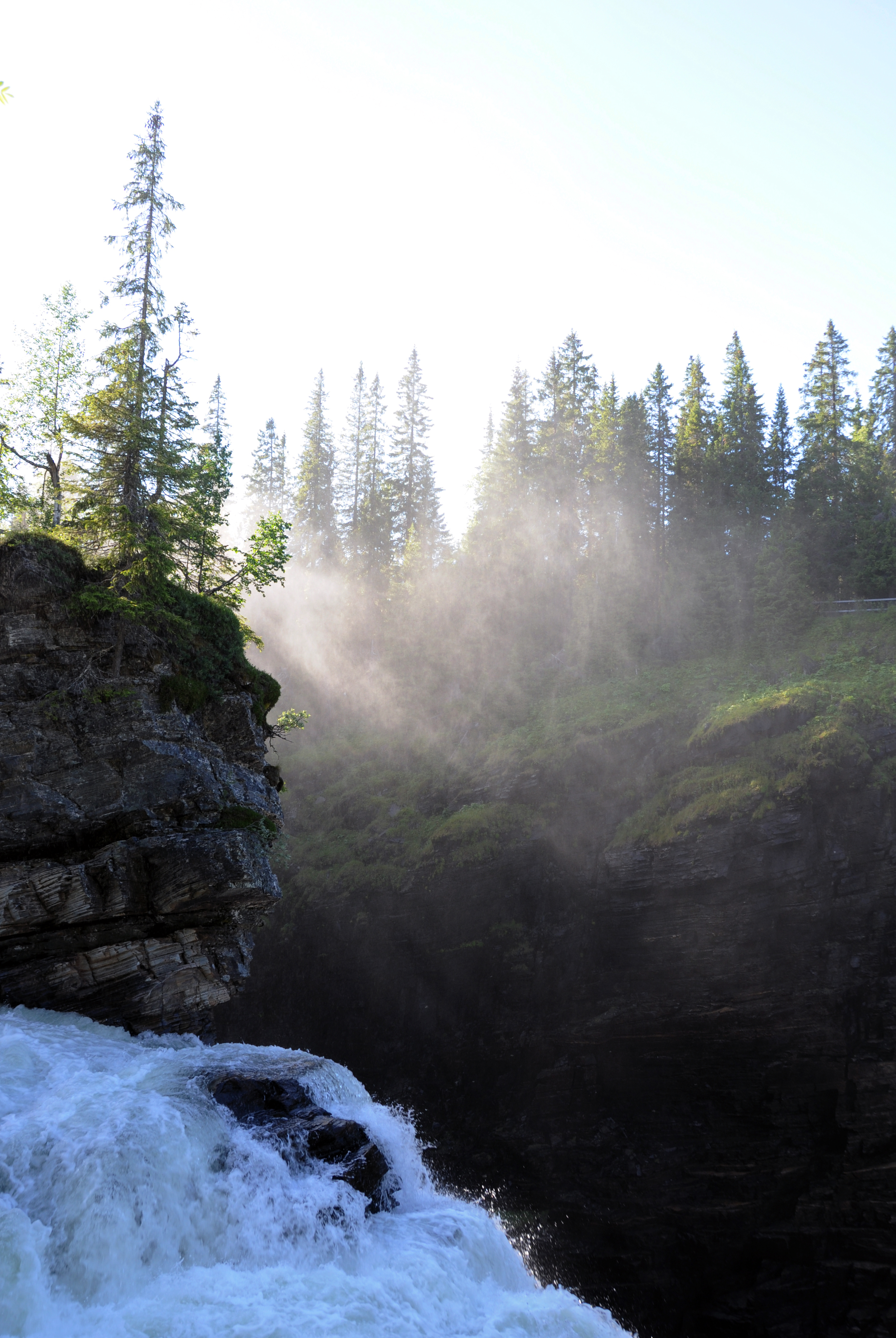
Gran vid kanten av fallet.
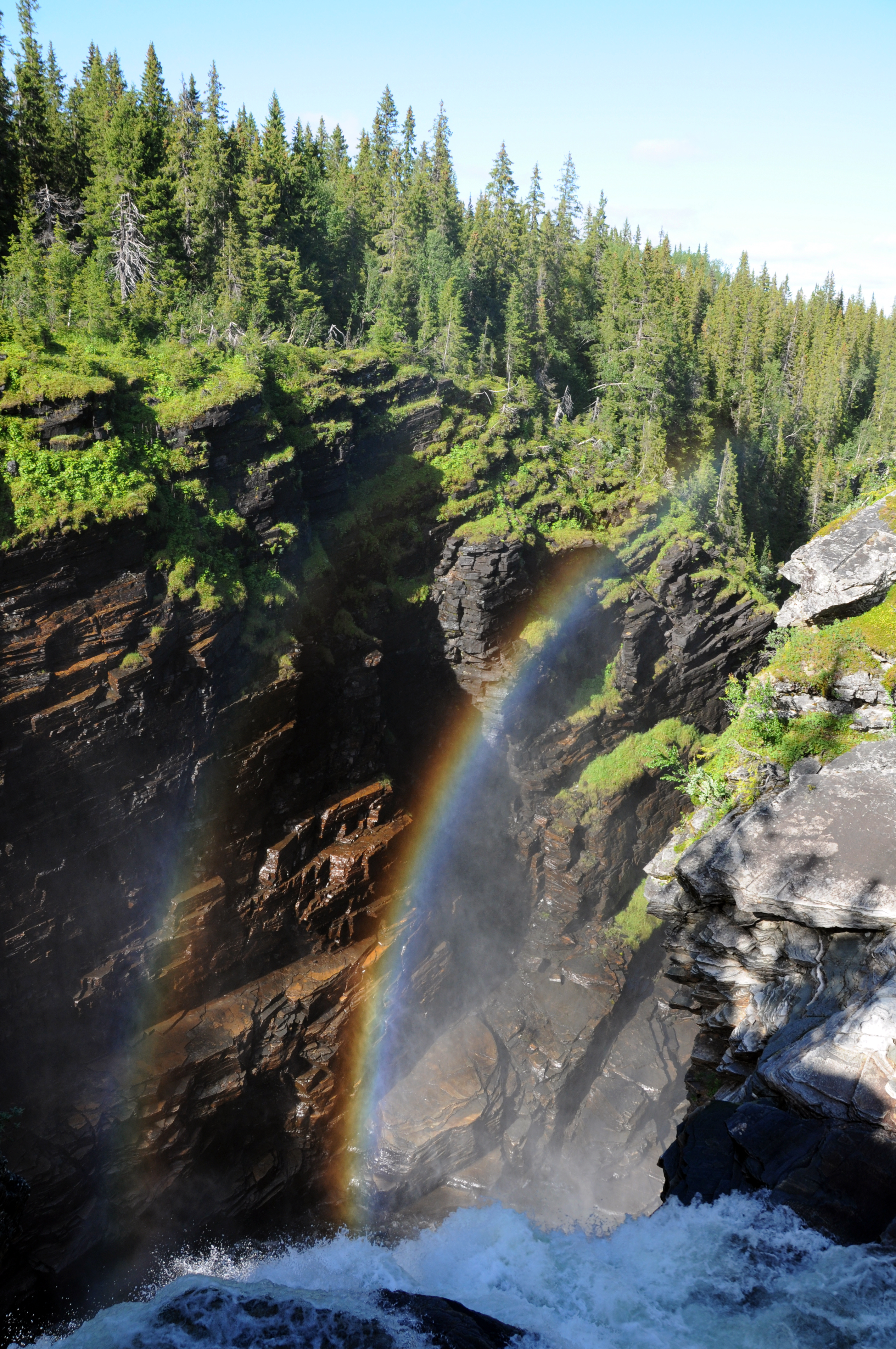
Regnbågar vid fallet.
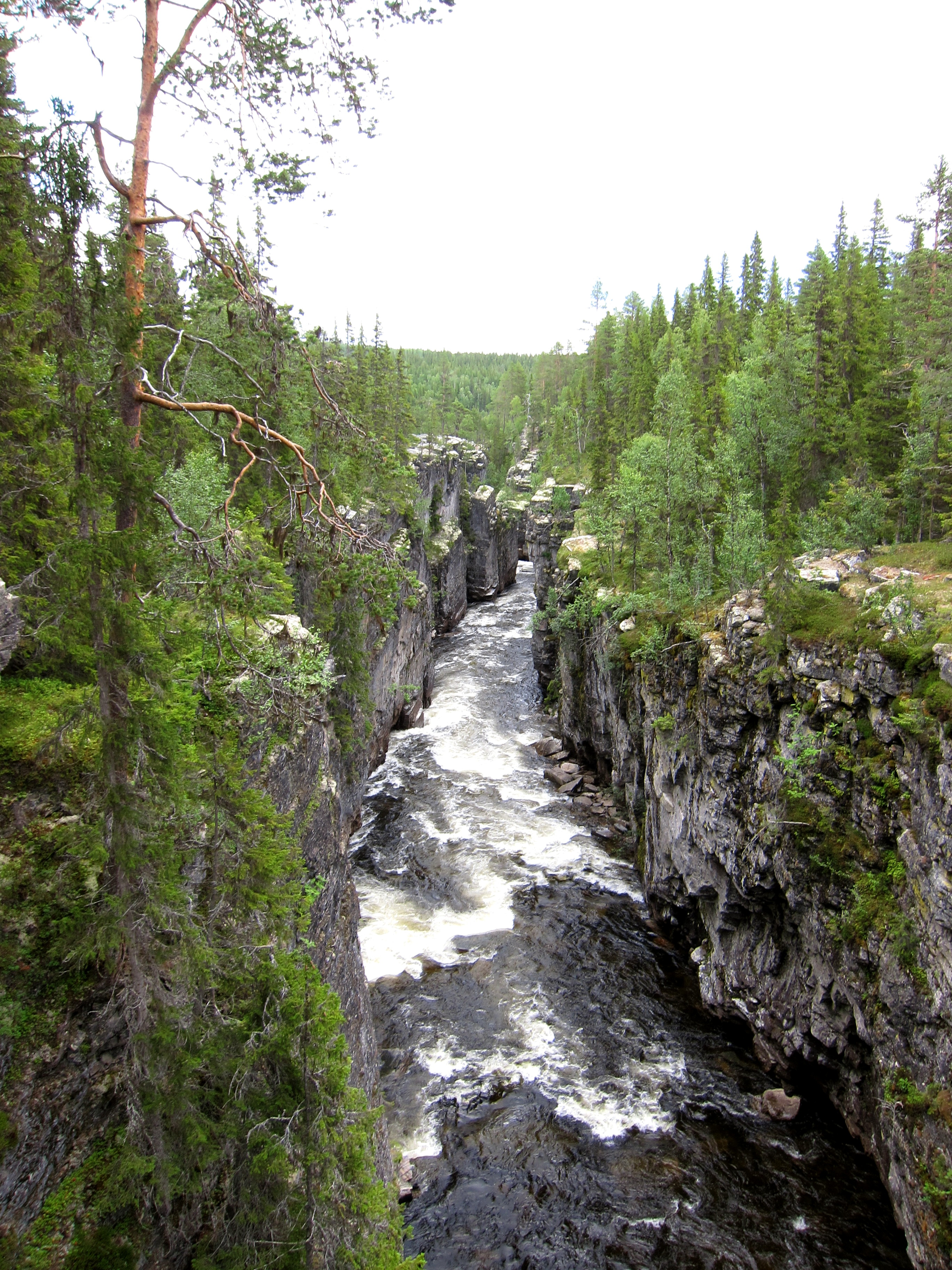
Kanjonen vid Hällingsåfallet.